# Cinéma arménien
Les contours du cinéma arménien ne sont pas faciles à déterminer, non seulement parce que l'Arménie a connu une histoire tourmentée, mais également en raison d'une importante diaspora, notamment dans les milieux du cinéma. Surtout, la politique culturelle de l'URSS en matière de cinéma a favorisé les déplacements des individus et les transferts de compétences.

## Histoire du cinéma arménien
Le cinéma arménien est né avec son premier film documentaire, Soviet Armenia en 1924.
Amo Bek-Nazarov est considéré comme le fondateur du cinéma arménien dans les années 1920, avec Namus, premier film muet arménien, en 1926.
Le premier studio est Armenfilm.

## Première génération de cinéastes actifs en Arménie en 1907-1948
- Artases Aj-Artjan (1899-1978)
- Patvakan Barhurdarjan (1898-1948) : L'esprit du mal (1927), Le seizième (1928), Sous l'aile noire (1930), Kikos (1931),  L'enfant du soleil (1932), Deux nuits (1933), Le torrent (1939), Concert cinématographique arménien (1941), La femme du soldat (1943)
- Amo Bek-Nazarov (1892-1965) : Au pilori (1923), Les trésors disparus (1924), Natella (1926), Namous (1926), Zaré (1926), Tremblement de terre en Arménie (1926), Chor et Chorchor (1926), etc
- Amasi Martirosjan (1897-1971) : Kim de service (1930), Printemps au kolkhoze (1930), Les diplomates mexicains (1931), Guikor (1934), Nazar le valeureux (1940), Le feu dans la forêt (1941), À la recherche du destinataire (1955)
- Ivan Perestiani (géorgien) : Zamallou (1929), Ombres et lumières (1931), Anouch (1931), Le fainéant (1932)
- Aurora Mardiganian (1901-1994)

Une période noire couvre les années 1948-1954.

## Seconde génération 1954-1980
- Frunze Dovlatjan (1927-) : La carrière de Dima Gorin (1961), Les trains du matin (1963), Bonjour! C'est moi! (1964), Chronique des journées d'Erevan (1972), Naissance (1976), Vivez longtemps (1979)
- Jurij Erzinkjan (1922-) : A la recherche du destinataire (1955), Les prisonniers de la vallée de Barsov (1956), La chanson du premier amour (1958), A propos de mon ami (1959, Les voix de notre quartier (1960), Les anneaux de la gloire (1962), Passage difficile (1964), Khatabala (1971)
- Levon Isaakjan (1908-) : Concert des artistes de l'Arménie soviétique (1954)…
- Erasm Karamjan (1912-) : La famille du patriote (1941)…
- Stepan Kevorkov (1903-) : La marche dans les montagnes (1939)…
- Genrih Maljan (1925-) : Les gars de l'orchestre militaire…
- Grigorij Melik-Avakjan (1920-) : Bagatelle (1955)…
- Arby Ovanessian (1948-) : La Source (1972),
- Rouben Mamoulian, l'âge d'or de Broadway et Hollywood[2] (2006)

Mais aussi
- Horen Abramjan (1930-) : Les frères Sarojan (1968)
- Arkadij Ajrapetjan (1928-) : Les frères Sarojan (1968), La falaise (1974)
- Moko Akopjan (1922-1966) : La montée des eaux (1962)
- Agasi Babajan (1921-) : Une place au soleil (1975)
- Karen Gevorkjan (1941-) : Ici sur ce carrefour (1974)
- Edmond Keosajan (1936-) : Les insaisissables (1966-1970), Les hommes (1972), Le coldes légendes perdues (1974), Lorsque vient septembre (1975), L'épreuve (1978)
- Dmitrij Kesejan (1931-) : Maître et serviteur (1962), Quelqu'un de l'Olympe (1974)
- Arman Manarjan (1929-) : Le foie (1961), Kariné (1968), La source d'Egnar (1971)
- Genrij Markarjan : Quatre hommes dans une seule peau (1963), M. Jacques et les autres (1965)
- Bagrat Oganesjan (1929-) : Le raisin vert (1973), Le soleil de l'automne (1977)
- Grigorij Sarkisov (1902-1964) : Quand les amis sont réunis (1956), L'avalanche (1960)
- Laert Vagarsjan (1922-) : Épousailles (1954), La chanson du premier amour (1958), Nés pour vivre (1960), Martiros Sarjan (1964), Le chaos (1973)

## Troisième génération
- Sergueï Paradjanov (1924-1990)
- Artavazd Pelechian (1938-)
- Guenrikh Malian (1925-1988)
- Arman Manarian (1929-2016)
- Laert Vagharchian (1922-2000)
- Albert Mekertitchian (1937-2018)
- Frounze Dovlatian (1927-1997)
- Souren Babaïan (1950-)
- Viguen Tchaldranian (sd)
- Rouben Kevorkiantz (sd)
- Roman Balaïan (1941-)
- Haroutioun Khatchatourian (1956-)
- Levon Minasian (1958-)
- Don Askarian (1949-2018)
- Maria Saakyan (1980-2018)
- Nora Martirosyan (1973-)

## Films
- Films arméniens
- Films se déroulant en Arménie
- Liste de listes de films arméniens par décade (en)
- Liste des longs métrages arméniens proposés à l'Oscar du meilleur film international
- 1926 : Namous (Amo Bek-Nazarov)
- 1926 : Chor et Chorchor (Amo Bek-Nazarov) (Sous-titre : Pat et Patachon en Arménie)
- 1927 : L'Esclave (Arkadij Jalovoj)
- 1929 : Les Premiers rayons (Danieljan)
- 1937 : Zanguezour (Amo Bek-Nazarov)
- 1958 : La Chanson du premier amour / Aradjin siro yergue (Laert Vagharchian et Iouri Yerzinkian)
- 1962 : Tjvjik (Arman Manaryan)
- 1964 : Bonjour c'est moi / Barev, yes em (Frounze Dovlatian)
- 1967 : Au début (Artavazd Pelechian)
- 1967 : Le Triangle / Yerankyuni (Guenrikh Malian)
- 1969 : Nous sommes nos montagnes / Menk enk, mer sarere (Guenrikh Malian)
- 1969 : Sayat Nova : La Couleur de la grenade (Sergueï Paradjanov)
- 1969 : Kariné (Arman Manarian)
- 1969 : Nous (Artavazd Pelechian)
- 1970 : Morgani khnamin (Arman Manarian)
- 1971 : Heghnar aghbyur (Arman Manarian)
- 1973 : Chaos / Qaos (Laert Vagharchian)
- 1975 : Les Saisons (Artavazd Pelechian)
- 1977 : Nahapet (Guenrikh Malian)
- 1982 : Notre siècle (Artavazd Pelechian)
- 1984 : Le Tango de notre enfance / Mer mankoutian tangon (Albert Mekertitchian)
- 1985 : La Légende de la forteresse de Souram (Sergueï Paradjanov, URSS)
- 1986 : Le Noyer solitaire / Miaïnak enkouzéni (Frounze Dovlatian)
- 1990 : Le Sang (Souren Babaïan)
- 1990 : Nostalgie (Frounze Dovlatian)
- 1995 : Paradjanov, le dernier collage (Rouben Kevorkiantz et Krikor Hamel, France/Arménie)
- 2001 : La Symphonie du silence (Viguen Tchaldranian, Arménie/France)
- 2005 : Retour à la terre promise / Poeti Veradardze (Haroutioun Khatchatourian)
- 2011 : Le Piano (Levon Minasian, court-métrage)
- 2016 : Celui qu'on attendait (Serge Avédikian, France /Arménie)

## Cinéma d'animation
Le cinéma d'animation arménien a acquis une certaine réputation, tant par son originalité que par une utilisation significative de la musique.
Le premier film d'animation arménien apparaît en 1937, Lev Atamanov réalise en 1955 Le Chien et le chat (Пёс и кот), mais il faudra attendre 1967 pour assister à une production de films régulière.

## Cinéma documentaire
Certains réalisateurs arméniens se sont fait connaître par leurs documentaires, comme Levon Mkrtchyan et Artavazd Pelechian.

## Institutions
- Cinémathèque nationale arménienne (en)

### Festivals
Créé en 2004, le Festival international du film d'Erevan décerne chaque année en juillet ses récompenses, dont l'"Abricot d'or".

### Listes et catégories
- (en) Films en arménien
- (en) Réalisateurs, Liste de réalisateurs arméniens ou d'origine arménienne
- Réalisateurs améniens
- Scénaristes arméniens
- Acteurs arméniens
- Actrices arméniennes